# Сергій Соловій

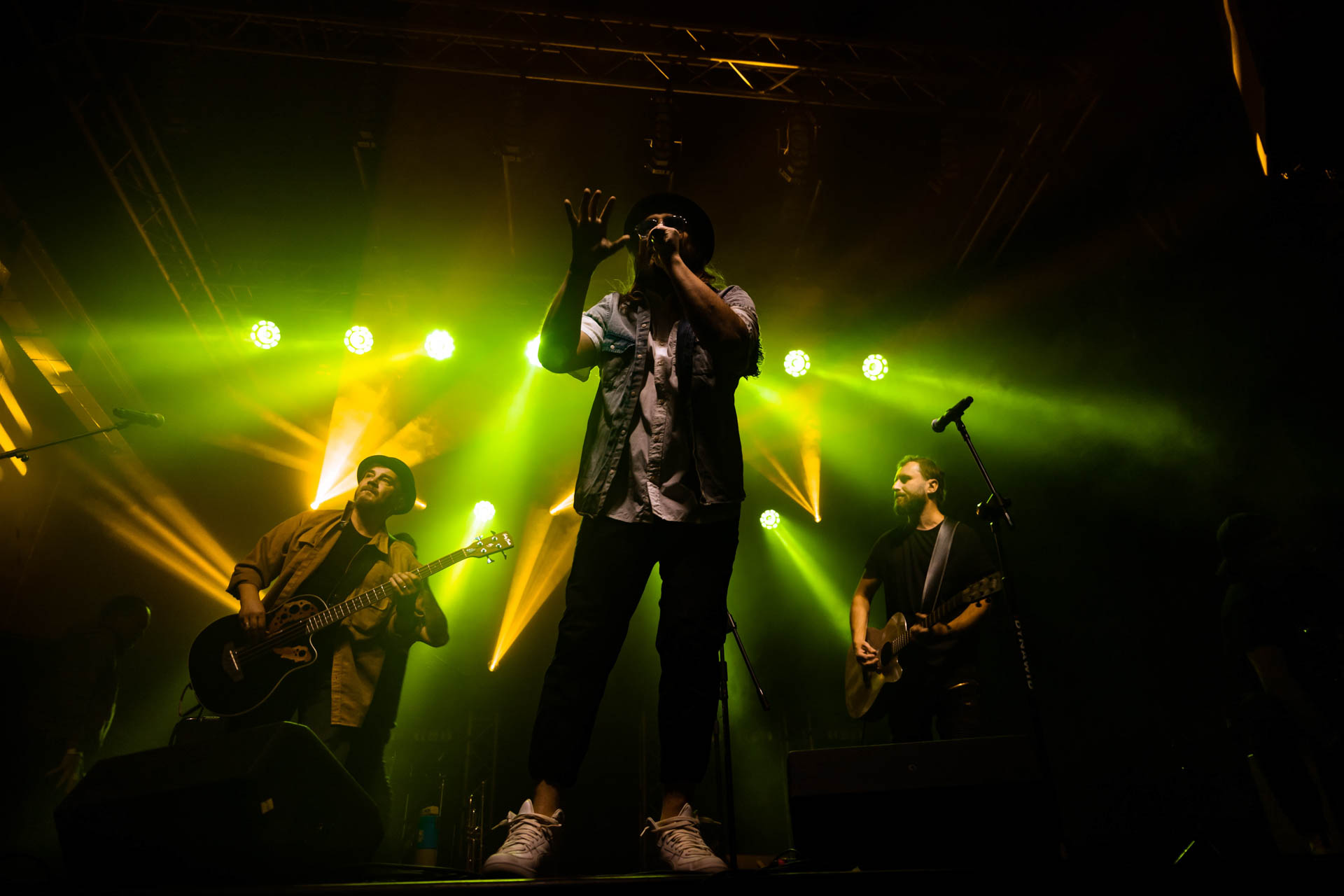
Kozak System 2022 JarmarockFest Poland Gdansk

Сергій Соловій (нар. 19 травня 1986) — український музикант, трубач гурту «Kozak System»

## Життєпис
Народився 19 травня 1986 року в місті Борщеві на Тернопільщині.
Освіта: Київський інститут музики ім. Р. М. Глієра, закінчив Київську консерваторію. 
У 2006 році Сергій Соловій (труба, дримба) ввійшов до першого складу гурту ДримбаДаДзиґа. З 2010 року бере лише часткову участь в діяльності ДримбаДаДзиґи, бо з лютого 2010 приєднується до Гайдамаків. З 2012 року в гурті Козак Систем.
Хоббі: гірські походи, відеоігри. 
Автор найпопулярніших пісень гурту KOZAK SYSTEM: «Люди-Титани», «Українське сонце», «Вижити до ранку», «Азов-Сталь», «5 хвилин», «Прощавай, Голубко», «Три слова», «Херсон» , «Лети (Earth, Wind and Fire)», «Лють», «Різдво і Маланка» і т.д. 

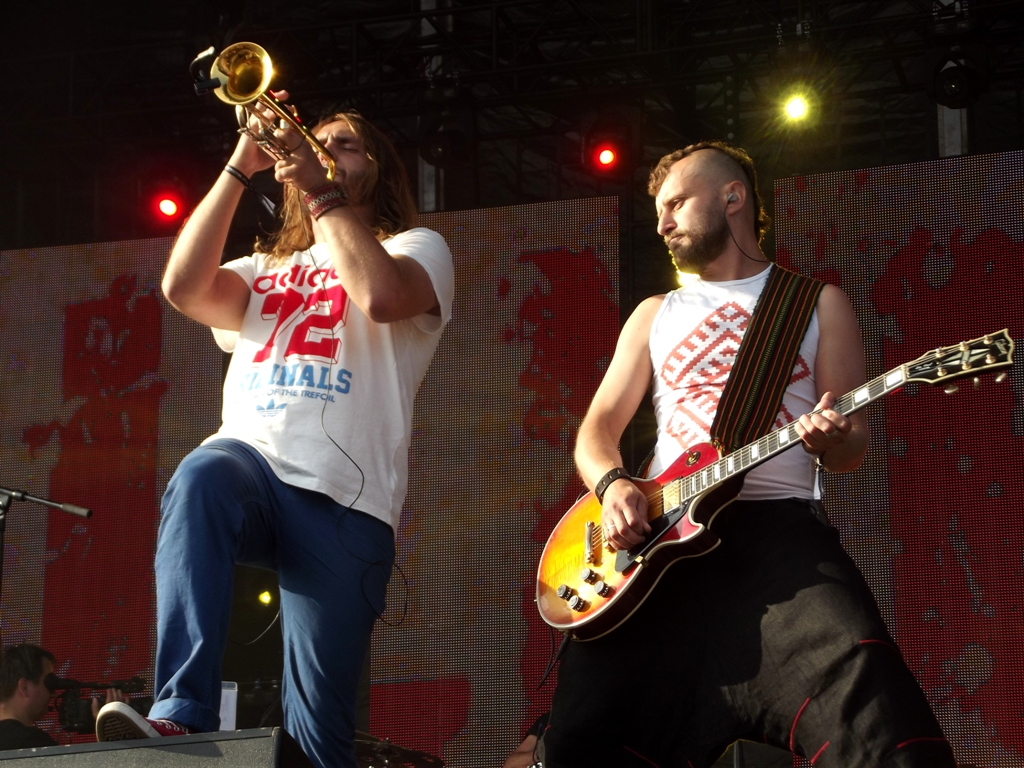
Сергій Соловій і Олександр Дем'яненко

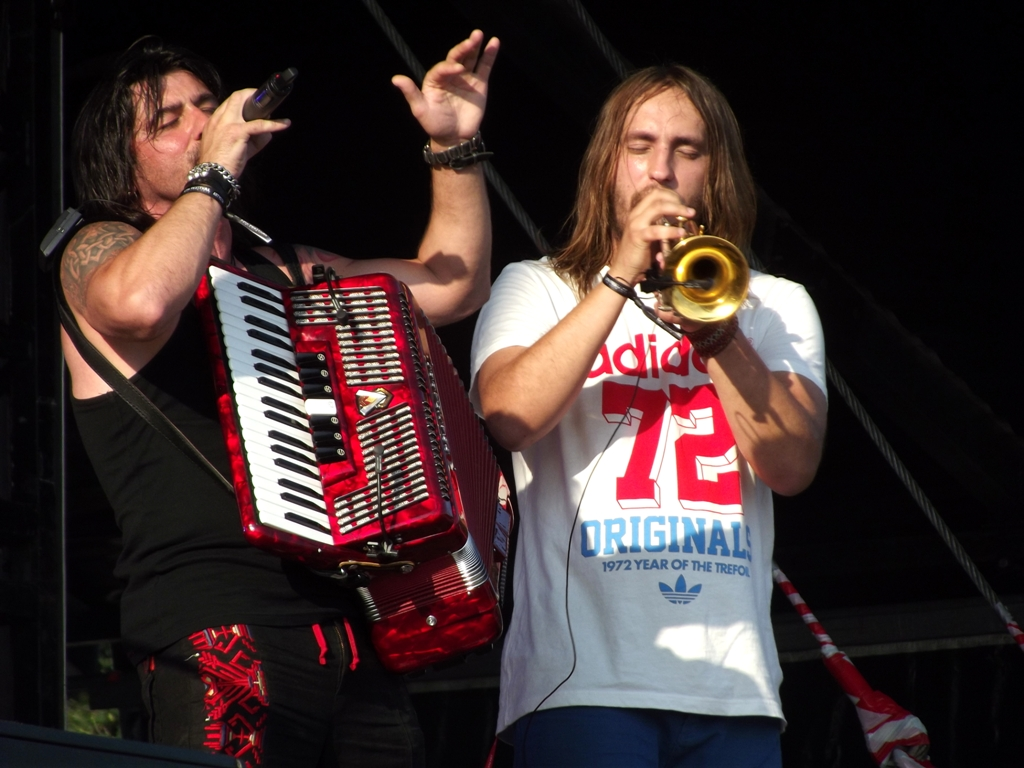
Сергій Соловій та Іван Леньо